# (12289) Carnot
(12289) Carnot (1991 GP7) – planetoida z grupy pasa głównego asteroid okrążająca Słońce w ciągu 3,34 lat w średniej odległości 2,23 j.a. Odkryta 8 kwietnia 1991 roku.